# Parti libéral de l'Île-du-Prince-Édouard
Le Parti libéral de l'Île-du-Prince-Édouard (Liberal Party of Prince Edward Island) est un parti politique dans la province canadienne de l'Île-du-Prince-Édouard.
Le Parti libéral et son rival, le Parti progressiste-conservateur, ont alterné au pouvoir depuis l'avènement du gouvernement responsable en 1851, et ils sont les deux principaux partis représentés à l'Assemblée législative.
Les libéraux ont remporté un troisième mandat consécutif aux élections générales prince-édouardiennes de 2015, qualifiées d'historiques, les Prince-Édouardiens ayant élu pour la première fois un premier ministre ouvertement gai, Wade MacLauchlan.
Les libéraux prince-édouardiens sont affiliés au Parti libéral du Canada.

## Chefs du parti
- George Coles, 1851–1869
- Joseph Hensley, 1869
- Robert Haythorne, 1869–1876
- Louis Henry Davies, 1876–1882
- John Yeo, 1882–1891
- Frederick Peters, 1891–1897
- Alexander Warburton, 1897–1898
- Donald Farquharson, 1898–1901
- Arthur Peters, 1901–1908
- Francis Haszard, 1908–1911
- Herbert James Palmer, 1911–1912
- John Richards, 1912–1915
- John Howatt Bell, 1915–1923
- Albert Charles Saunders, 1923–1930
- Walter Lea, 1930–1936
- Thane Campbell, 1936–1943
- John Walter Jones, 1943–1953
- Alex W. Matheson, 1953–1965
- Lorne Bonnell, 1965 (interim)
- Alexander B. Campbell, 1965–1978
- Bennett Campbell, 1978 (interim), 1978–1981
- Gilbert Clements, 1981 (interim)
- Joseph A. Ghiz, 1981–1993
- Catherine Callbeck, 1993–1996
- Keith Milligan, 1996–1999
- Wayne Carew, 1999–2000
- Ron MacKinley, 2000–2003 (interim)
- Robert Ghiz, 2003–2015
- Wade MacLauchlan, 2015–2019
- Robert Mitchell, 2019 (interim)
- Sonny Gallant, 2019–2022 (interim)
- Sharon Cameron, 2022-2023
- Hal Perry, 2023-